# 台北大倉久和大飯店
25°03′09″N 121°31′24″E / 25.0525095°N 121.523274°E
台北大倉久和大飯店（英語：The Okura Prestige Taipei），簡稱大倉久和大飯店或大倉久和，是一家由日本的飯店集團大倉飯店投資開設於台灣臺北市中山區的五星級旅館，現由長鴻榮實業負責營運。

## 概略

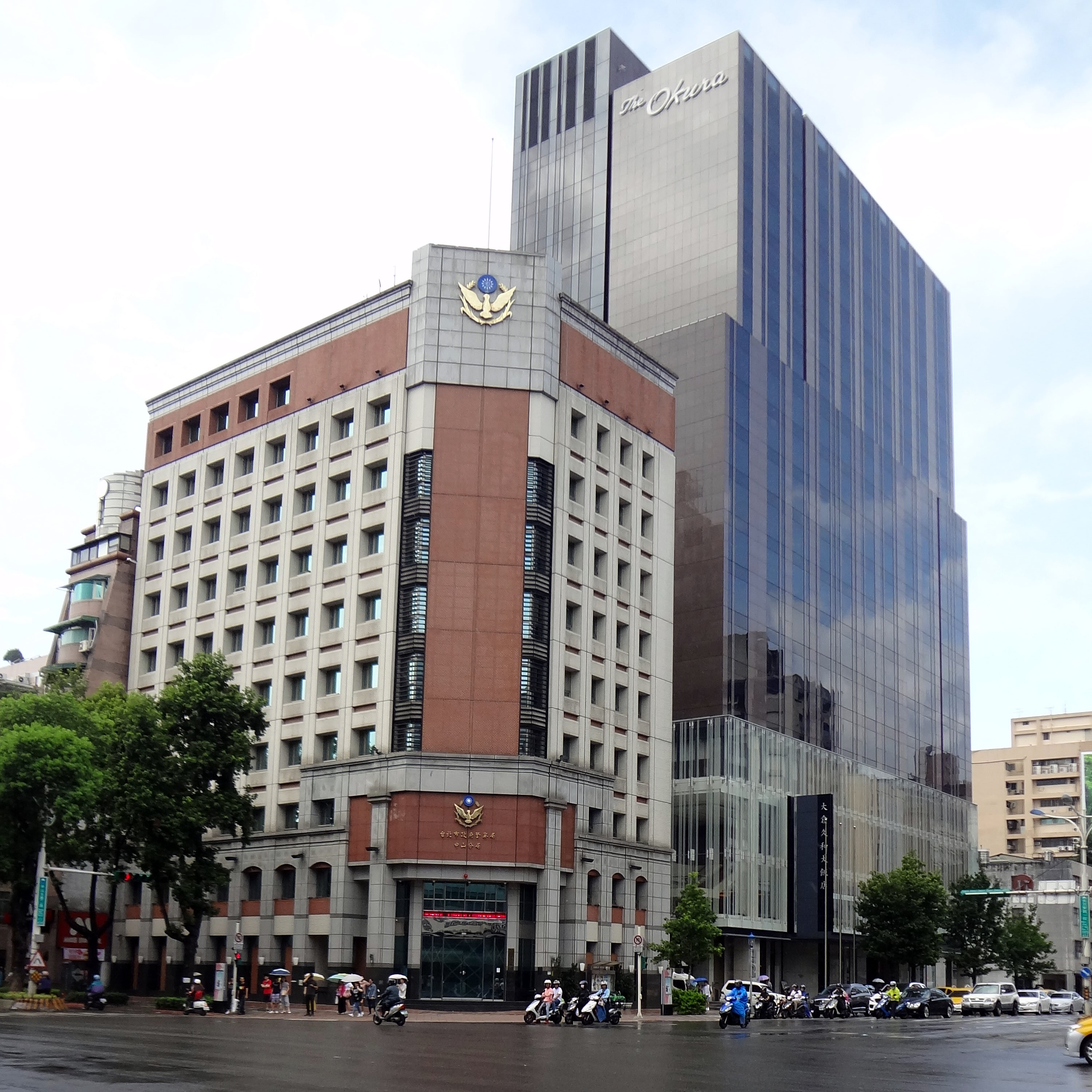
臺北市政府警察局中山分局與大倉久和大飯店

2009年10月，台北大倉久和大飯店新建工程開工，業主為長鴻榮實業，營造廠為福住建設。
2011年9月，台北大倉久和大飯店完工，地上18層。
2012年8月3日，台北大倉久和大飯店開幕於臺北市政府警察局中山分局隔壁，擁有207間客房，其中包含一間面積69坪之總統套房。

## 設施
宴會廳、游泳池、健身房等。

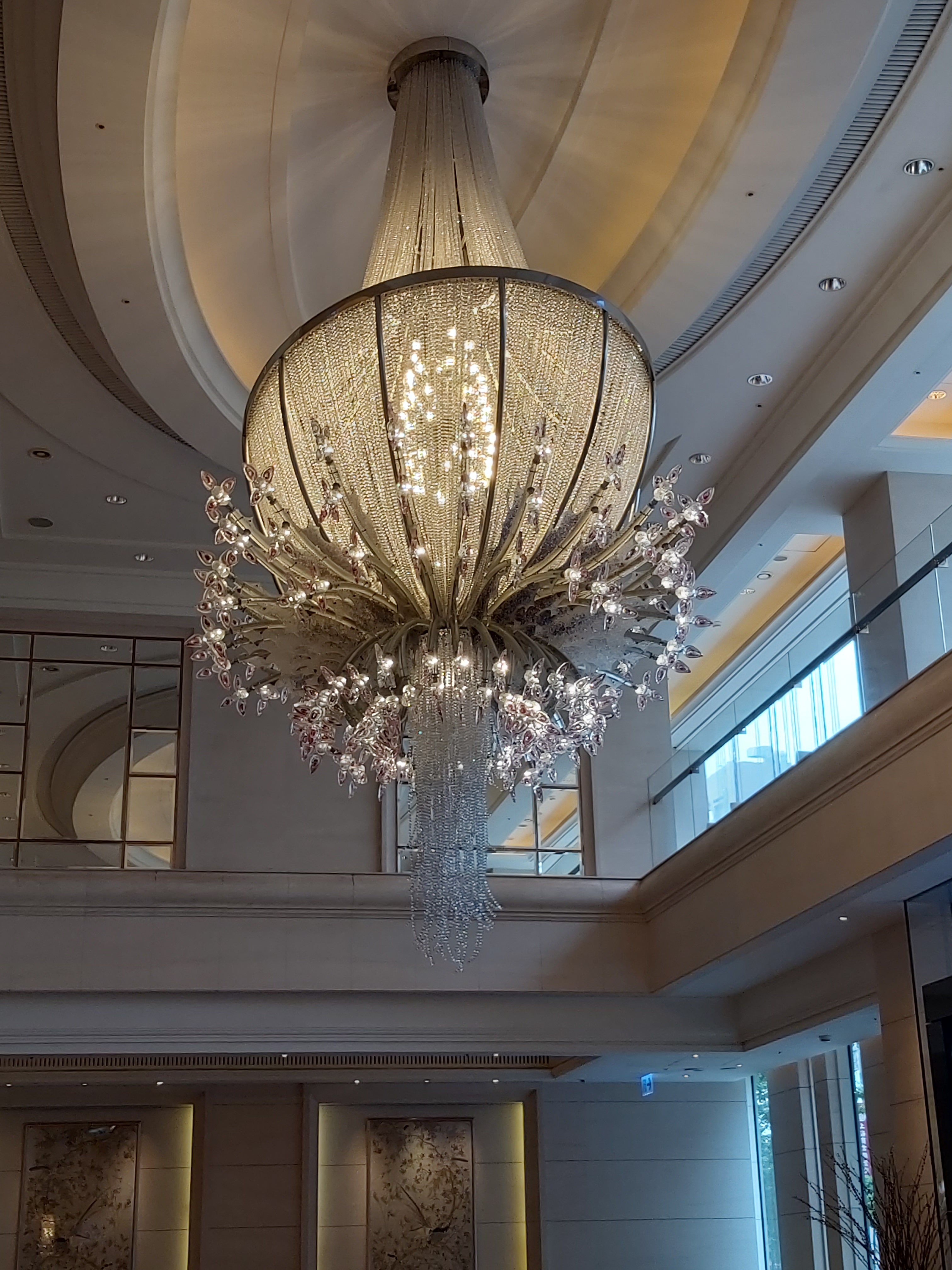
大廳水晶吊燈
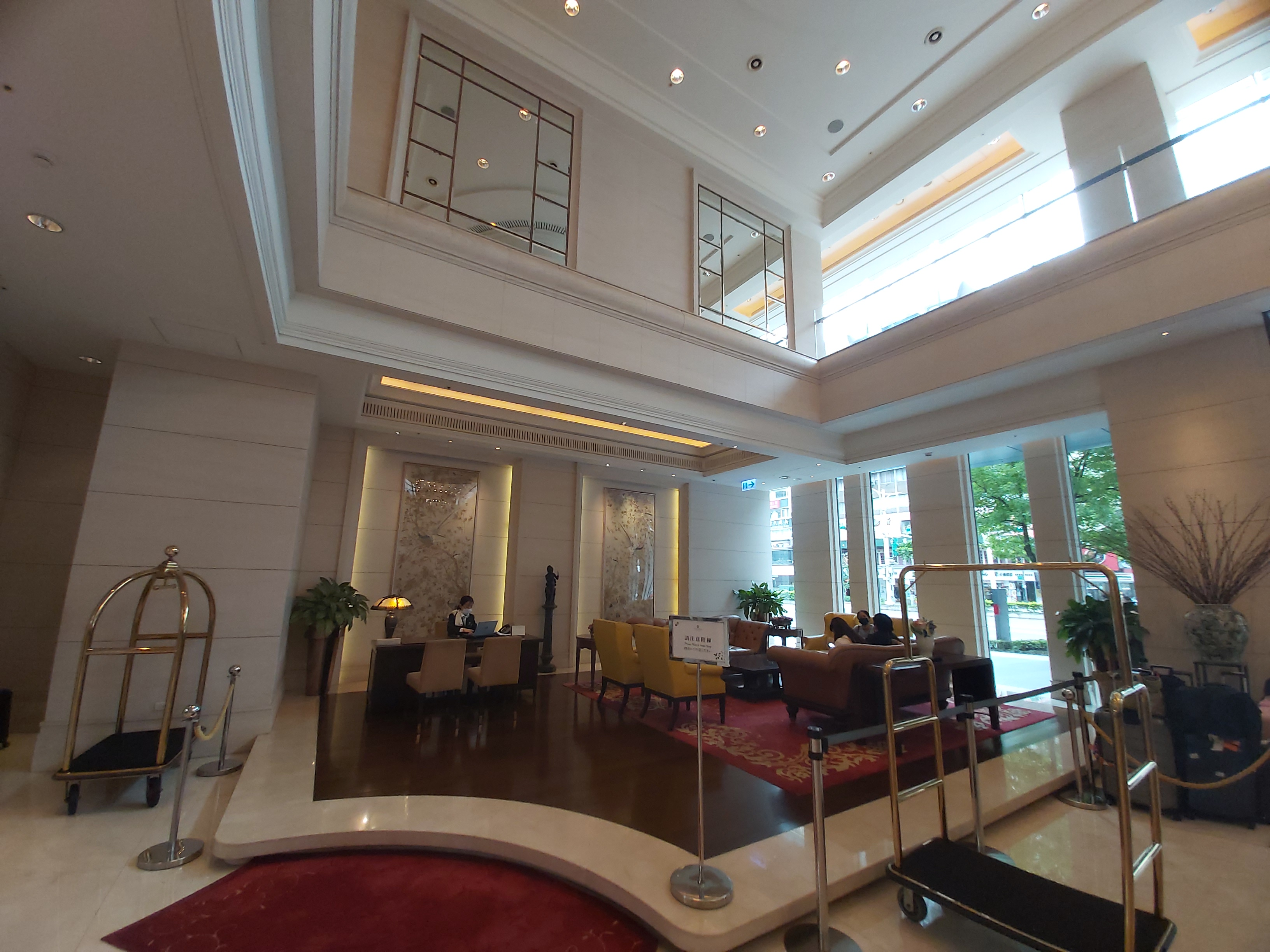
大廳休息區
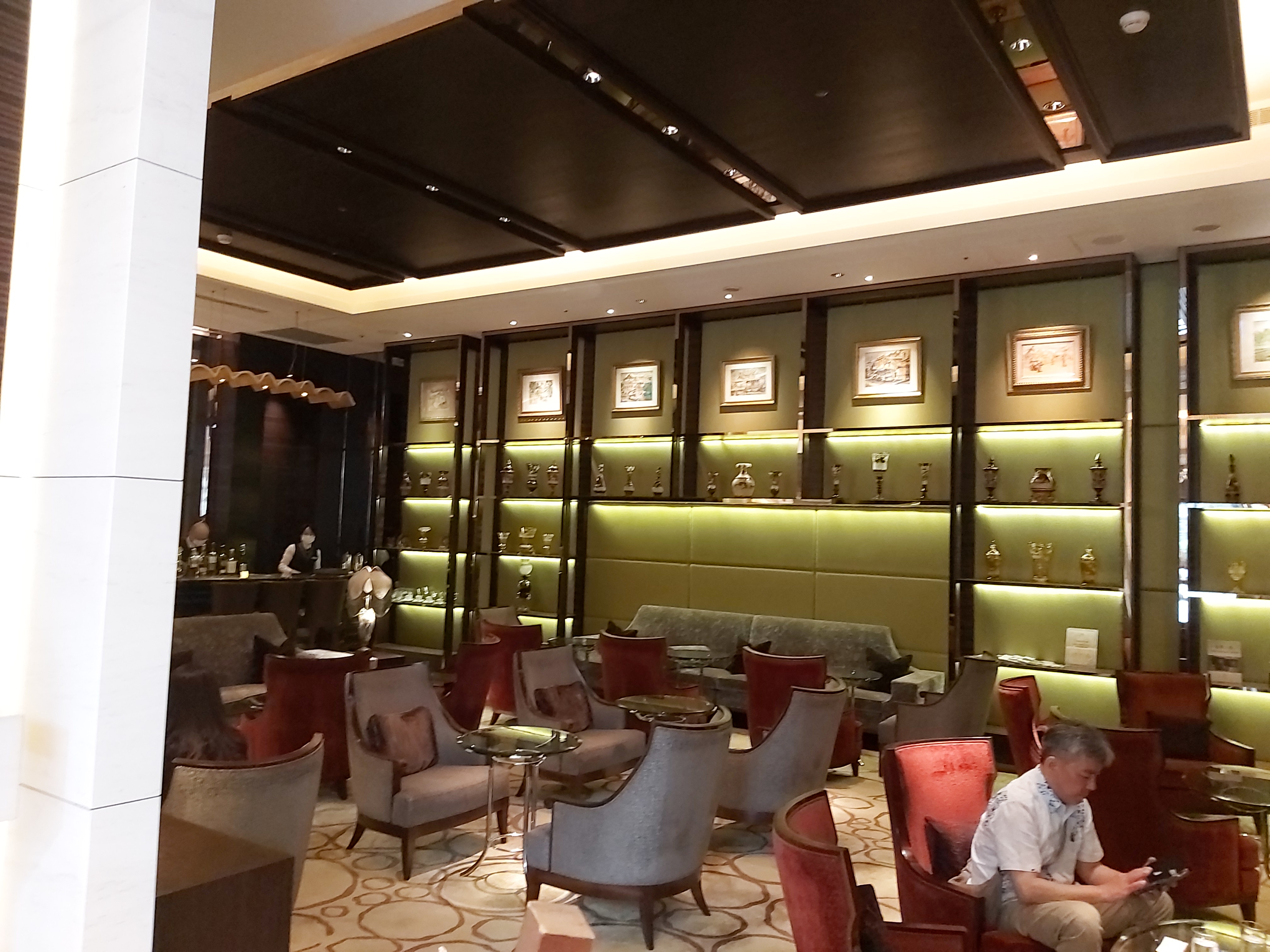
珍珠酒吧

## 服務

### 餐飲服務
大倉日本料理、中式料理、西式餐飲服務、大廳酒吧。

## 獲獎
- DestinAsian讀者選擇獎2017臺灣地區第5名[6][7]

## 事件
- 2017年3月初，大倉久和大飯店離職員工向媒體及有關當局投訴其廚房衛生問題[8][9][10][11]；相關管理階層於消息遭披露後召開記者會，並發表聲明稿坦承疏失[12][13]。

## 外部連結
- 台北大倉久和大飯店 （页面存档备份，存于）
- 台北大倉久和大飯店  臺灣旅宿網 （页面存档备份，存于）